# Георги Евстатиев
Георги Евстатиев Иванов е български художник – живописец.
Роден е през 1875 г. в Стара Загора. През 1898 година завършва със златен медал художествената академия във Флоренция, специализира и в художествената академия в Рим. След това се завръща в родния си град, където работи като учител, а по-късно се мести в София да преподава в Първа мъжка гимназия.
По време на Първата световна война, от 1914 до 1918 година, Евстатиев е мобилизиран и работи на фронта като военен художник. Умира скоро след това, през 1923 година, а година по-късно е организирана посмъртна изложба на негови платна.
Евстатиев рисува основно портрети, пейзажи и битови композиции. Известни негови картинки са портретите на княз Фердинанд, княгиня Мария-Луиза, царица Елеонора, на Султана Петрова (1912), серия от три портрета на Иван Вазов (1916, 1919, 1921), портрет на Гошка Дацов (1917) и други. Творби на художника са притежание на Националната художествена галерия, къщата музей на Иван Вазов, София.